# Kriminalistička fantastika
Pridjevom kriminalistički označavamo žanr (podvrstu) raznih vidova stvaralaštva, u prvom redu filma, književnosti i stripa.
Karakteriše ga tematizovanje kriminalnog miljea, odnosa kriminalaca i policije, u raznim varijacijama. Edgar Alan Po smatra se ocem kriminalističkog romana kojeg je rodio djelom Ubistva u Ulici Morg.
- Detektivi

Jedna od podvrsta žanra je tzv. detektivski roman/film/strip, u kojem je protagonista veoma inteligentni i sposobni detektiv, koji rješava naizgled nerješiv zločin.
Najpoznatiji likovi detektivskog žanra su književni i filmski junaci Šerlok Holms, 
Artur Dojl, Herkul Poaro Agata Kristi te Inspektor Magre Žorža Simenona.
Najpoznatiji stripovski detektivi su Rip Kirbi i Dik Trejsi. Vrlo je cijenjena francuska škola detektivskog filma ’60-ih i ’70-ih godina 20. vijeka
- Gangsteri

Ovaj u najvećoj mjeri filmski podžanr tematizuje dešavanja u svijetu organizranog 
kriminala, odnosno njegovog najslavnijeg ogranka mafije, odnosno sicilijanske Kozanostre. Epohalno djelo o gangsterima je trilogija reditelja Kopole pod nazivom Kum.
- Akcijski junaci

Vrlo popularna i atraktivna podvrsta kriminalistčkog žanra je akcijska. Ona tematizuje posebno fizički i psihički sposobnog pojedinca, uglavnom policijskog inspektora, koji ulazi u direktne fizičke okršaje s kriminalcima. Arhetip takvog heroja je Prljavi Hari, kojeg je utjelovio Klint Istvud.
- Badi-badi

Svojevremeno vrlo popularna podvrsta, okosnica koje je interakcija dva potpuno različita karaktera koji zajednički rješavaju određen zadatak. Temelji se na komediji karaktera, te je obično vedrijih tonova od ostalih podvrsta. Vidi: Smrtonosno oružje (Mel Gibson i Deni Glaver).